# Phyllodonta nolckeniata
Phyllodonta nolckeniata är en fjärilsart som beskrevs av Pieter Cornelius Tobias Snellen 1874. Phyllodonta nolckeniata ingår i släktet Phyllodonta och familjen mätare. Inga underarter finns listade i Catalogue of Life.